# Юндунов, Цырен Бадмаевич
Цыре́н Бадма́евич Юнду́нов (1918—?) — бригадир колхоза имени Кирова Курумканского аймака Бурят-Монгольской АССР, Герой Социалистического Труда.

## Биография
Родился в 1918 году в улусе Гарга (территория современного Курумканского района Бурятии).
В 1941 году мобилизован в Красную Армию, на Ленинградском фронте был пулеметчиком и снайпером. Награжден медалью «За отвагу». Был тяжело ранен.
Вернувшись домой после тяжелого ранения был назначен бригадиром полеводческой бригады. Юндунов на этой должности много сделал для повышения плодородия земли, внедрения в практику хозяйствования передовых методов труда и достижений агротехники.
В 1947 году бригаде Цырена Юндунова присудили переходящее Красное знамя правления и партийной организации колхоза. С площади в 21 гектар было получено по 30 центнеров пшеницы. На остальной площади бригада собрала по 12 центнеров зерна.
29 марта 1948 года Указом Президиума Верховного Совета СССР за получение высоких урожаев пшеницы Юндунову Цырену Бадмаевичу присвоено звание Героя Социалистического Труда.
В 1948 году поступает в двухгодичную школу по подготовке руководящих кадров, после окончания которой снова работает в родном колхозе.
Выйдя на пенсию жил в Курумканском районе.

## Награды и звания
- Герой Социалистического Труда (1948)
- Орден Ленина (1948)
- Медаль «За отвагу»
- Орден Отечественной войны 2-й степени (1951)
- Орден Отечественной войны 1-й степени (1985)
- Медаль «За доблестный труд в Великой Отечественной войне 1941—1945 гг.» (1945)

## Память
- В селе Курумкан на аллее Героев Социалистического Труда установлен бюст Цырену Юндунову[2].